# Hammerau (Ainring)

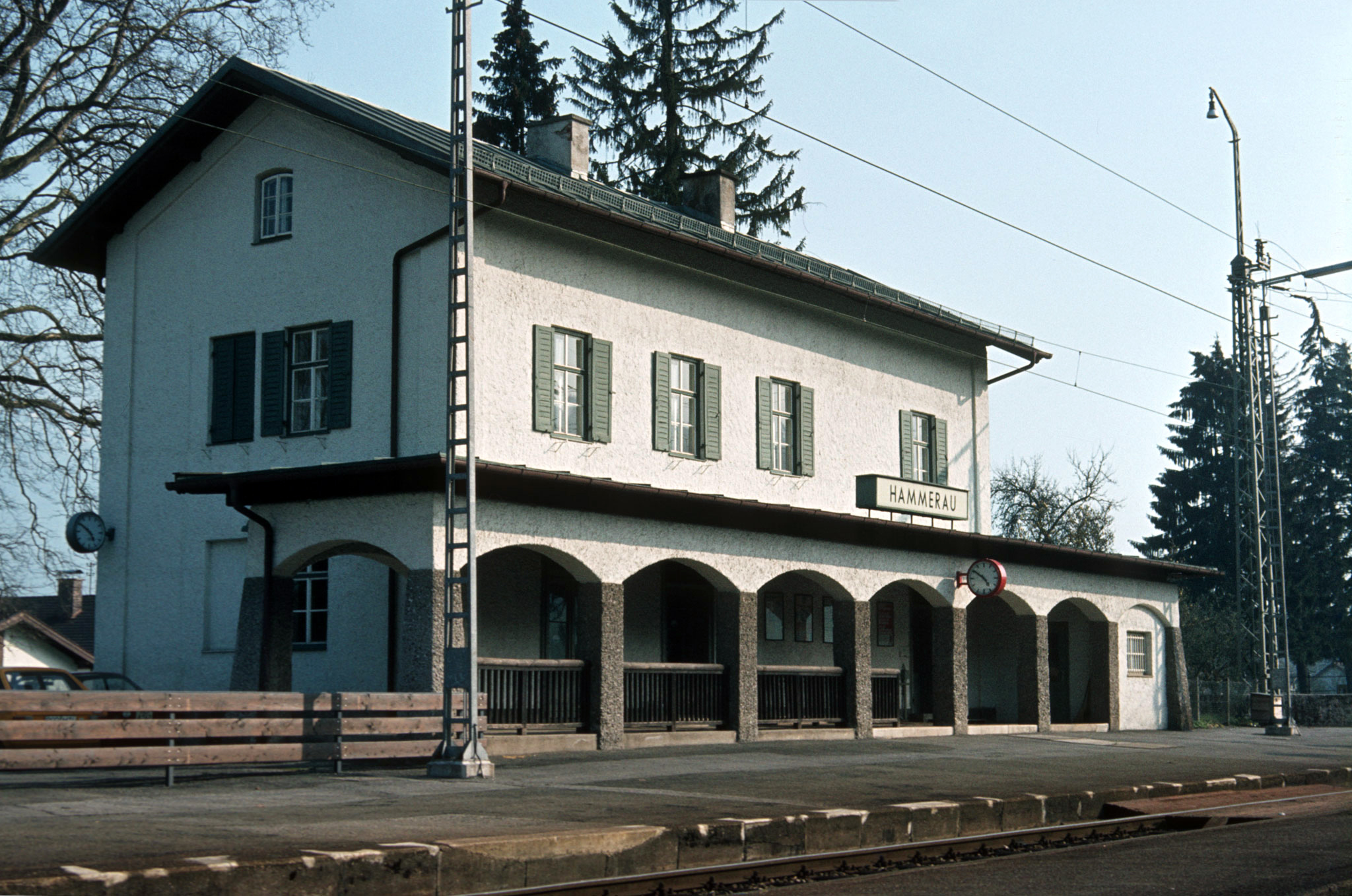
Bahnhof Hammerau

Hammerau (früher: „Hammer in der Au“) ist ein Gemeindeteil der Gemeinde Ainring im Landkreis Berchtesgadener Land (Oberbayern, Bayern).

## Geographie
Das Dorf liegt an der österreichisch-bayerischen Grenze im südlichen Gemeindegebiet Ainrings. Von der östlich gelegenen österreichischen Gemeinde Wals-Siezenheim (Gemeindeteile Grünau und Käferheim) ist Hammerau durch die Saalach getrennt. Im angrenzenden Gemeindeteil Feldkirchen ist die Pfarrkirche Mariä Himmelfahrt und der Friedhof. Im Westen Hammeraus erhebt sich der Höhenrücken des Högl auf etwa 800 m ü. NHN und bildet zusammen mit dem Walser Berg auf Salzburger Seite das letzte Durchbruchstal, durch das die Saalach bei Hammerau die alpine Region verlässt und ins Salzburg-Freilassinger Becken eintritt. Durch das so vorhandene Flussgefälle war es möglich, vor- und frühindustrielle Hammerwerke zu errichten. Im Bereich Hammerau wird diese Wasserkraft der Saalach noch heute von mehreren Anlagen zur Stromerzeugung genutzt.
Die Flussmitte der Saalach bildet die Staatsgrenze zwischen der Republik Österreich und der Bundesrepublik Deutschland. Die Brücke zwischen Wals und Hammerau wurde 1945 angesichts der heranrückenden amerikanischen Truppen von einem SS-Kommando gesprengt und seither nicht wieder aufgebaut. Nach Jahrzehnten der Trennung wurde flussaufwärts eine gedeckte Fußgänger- und Radwegbrücke aus Holz, der Hammerauer Steg, errichtet und 2002 eröffnet.
Auf der Straße erreicht man Hammerau über die Bundesstraße 20 von den Nachbargemeinden Piding und Freilassing und über die Bahnstrecke Freilassing–Bad Reichenhall mit dem Bahnhof Hammerau.
Hammer und Schlägel im Wappen von Ainring stammen vom Eisenwerk Hammerau. Das Eisenwerk Hammerau wurde im 16. Jahrhundert von einer Gewerkschaft mit Beteiligung des Salzburger Erzbistums gegründet. Das preußische Herrscherhaus der Hohenzollern verkauften es nach der Weltwirtschaftskrise an das Mitglied der NSDAP und Rüstungsunternehmer Alfred Zeller. Nach dem Konkurs in den 1970er Jahren ging es an den Freilassinger Unternehmer Max Aicher und firmiert heute als Stahlwerk Annahütte.

## Unternehmen
- Stahlwerk Annahütte, Max Aicher GmbH & Co. KG.
- Zweirad-Center Stadler
- Riegel Holzhandel GmbH
- Theo Ott GmbH – www.holzschindeln.de